# المصرف القومي للبلاستيك
المصرف القومي للبلاستيك (بالفرنسية: Le Comptoir National du Plastique)‏ شركة تونسية تأسست عام 1958، تصنّع مختلف المنتجات اللدائنية، من أثاث الحدائق، والأثاث والأدوات المنزلية، والأوعية والأكياس والصناديق.

### وصلات خارجية
- الموقع الرسمي للمصرف القومي للبلاستيك.